# 휘브
휘브 (WHIB)는 2023년 11월 8일 데뷔한 대한민국 씨제스 스튜디오 소속 8인조 남성 음악 그룹이다.
멤버 제이더, 이정은 개인 사정으로 활동 중단하여 6인 체제로 팀 활동 한다.

## 구성원
| 이름   | 소개 |
| ------ | --- |
| 제이더 | - 본명 : 김준민 - 생년월일 : 2002년 12월 31일(22세) - 출생지 : 대한민국 - 활동기간 : 2023년 11월 8일 ~ 현재 |
| 하승   | - 본명 : 이하준 - 생년월일 : 1999년 7월 16일(26세) - 출생지 : 대한민국 - 활동기간 : 2023년 11월 8일 ~ 현재  |
| 진범   | - 본명 : 박진범 - 생년월일 : 2002년 4월 16일(23세) - 출생지 : 대한민국 - 활동기간 : 2023년 11월 8일 ~ 현재  |
| 유건   | - 본명 : 유승용 - 생년월일 : 2003년 5월 26일(22세) - 출생지 : 대한민국 - 활동기간 : 2023년 11월 8일 ~ 현재  |
| 이정   | - 본명 : 전이정 - 생년월일 : 2003년 9월 8일(21세) - 출생지 : 대한민국 - 활동기간 : 2023년 11월 8일 ~ 현재   |
| 재하   | - 본명 : 김재현 - 생년월일 : 2004년 7월 1일(21세) - 출생지 : 대한민국 - 활동기간 : 2023년 11월 8일 ~ 현재   |
| 인홍   | - 본명 : 이인홍 - 생년월일 : 2004년 11월 12일(20세) - 출생지 : 대한민국 - 활동기간 : 2023년 11월 8일 ~ 현재 |
| 원준   | - 본명 : 문원준 - 생년월일 : 2005년 10월 26일(19세) - 출생지 : 대한민국 - 활동기간 : 2023년 11월 8일 ~ 현재 |

## 음반

### 싱글
- 2023년 11월 8일 《Cut-Out》
- 2024년 5월 14일 《ETERNAL YOUTH : KICK IT》
- 2024년 9월 30일 《Rush of Joy》
- 2025년 4월 9일 《BANG OUT》

## 수상 목록

### 시상식
- 2024년 아시아 아티스트 어워즈 포커스상